# 복정고등학교
복정고등학교(福井高等學校)는 대한민국 경기도 성남시 수정구 복정동에 있는 공립 고등학교이다.

## 학교 연혁
- 2010년 3월 1일 : 초대 강형모 교장 취임
- 2010년 3월 5일 : 제1회 입학식(입학생 290명)
- 2010년 9월 1일 : 경기도 교육청 혁신학교 지정
- 2013년 2월 13일 : 제1회 졸업식(졸업생 276명)
- 2023년 3월 1일 : 제6대 이현주 교장 취임
- 2024년 2월 7일 : 제12회 졸업식 8학급(153명)
- 2024년 3월 4일 : 제15회 입학식 8학급(186명)

## 참고 자료
- 복정고등학교 - 한국교육학술정보원 학교알리미